# 奈良中央郵便局
奈良中央郵便局（ならちゅうおうゆうびんきょく）は奈良県奈良市にある郵便局。民営化前の分類では集配普通郵便局であった。

## 概要
住所：〒630-8799 奈良県奈良市大宮町5-3-3

## 沿革
- 1872年2月3日（明治4年12月25日） - 奈良郵便取扱所として開設[1]。
- 1873年（明治6年） - 奈良郵便役所となる。
- 1875年（明治8年）1月1日 - 奈良郵便局（二等）となる。翌日より為替取扱を開始。
- 1877年（明治10年） - 貯金取扱を開始。
- 1889年（明治22年）9月1日 - 奈良郵便電信局となる。
- 1903年（明治36年）4月1日 - 通信官署官制の施行に伴い奈良郵便局となる。
- 1947年（昭和22年）12月11日 - 郵便局で取扱う電話通話事務を除く電話事務を奈良電話局に移管[2]。
- 1956年（昭和31年）12月1日 - 電話通話および和文電報受付事務の取扱を開始。
- 1959年（昭和34年） - 奈良市上三条町に移転。
- 1981年（昭和56年）3月9日 - 奈良市大宮町五丁目に移転。旧局舎跡地は奈良市中央公民館となる。
- 1987年（昭和62年）7月1日 - 奈良中央郵便局に改称。
- 1992年（平成4年）8月3日 - 外国通貨の両替および旅行小切手の売買に関する業務取扱を開始。
- 2007年（平成19年）10月1日 - 民営化に伴い、併設された郵便事業奈良支店に一部業務を移管。
- 2011年（平成23年）8月28日 - 郵便事業奈良ターミナル支店を閉鎖に伴い地域区分業務を移管。
- 2012年（平成24年）10月1日 - 日本郵便株式会社の発足に伴い、郵便事業奈良支店を奈良中央郵便局に統合。
- 2022年（令和4年）4月1日-かんぽサービス部を設置。

## 取扱内容
- 郵便、印紙、ゆうパック、内容証明
- 貯金、為替、振替、振込、国際送金、外貨両替・トラベラーズチェック、国債、投資信託 - 平日18時まで営業。
- 生命保険、バイク自賠責保険、変額年金保険、がん保険、引受条件緩和型医療保険 - 平日18時まで営業。
- ゆうちょ銀行ATM
- 郵便番号の上2桁が「63」の地域（奈良県内の各市町村（吉野郡野迫川村西部・吉野郡十津川村竹筒・瀞地域[3]を除く）、大阪府東大阪市の生駒山上遊園地）あての郵便物を配達局ごとに区分する業務
- 奈良市内の一部地域（「630-80xx」「630-81xx」「630-82xx」「630-83xx」「630-84xx」区域＝市内中心部および青山・佐保台・尼ヶ辻・西の京・神殿・古市・帯解地区など）の集配
- ゆうゆう窓口

## 風景印
- 図案は興福寺五重塔・猿沢池ほとりの鹿。局名表記は「奈良中央」
- 使用開始日は1987年（昭和62年）7月1日

## 周辺
- 奈良市役所
- 奈良市美術館

## アクセス
公共交通機関
- 近鉄奈良線 新大宮駅から徒歩約3分
- JR関西本線（大和路線）・桜井線 奈良駅から徒歩約10分
- 奈良交通バス 大宮町五丁目停留所下車

自動車
- 西名阪自動車道 郡山ICから北へ10km
- 第二阪奈道路または阪奈道路 宝来ランプから東へ4km
- 京奈和自動車道 木津ICから南へ4km
- 国道369号（大宮通り）沿い
- 駐車場あり：25台